# 大鱗真肩管魚
大鱗真肩管魚，為管肩魚科的其中一種，為深海魚類，分布於東大西洋冰島﹝[不列顛群島]]到塞內加爾、幾內亞灣與安哥拉海域，深度可達1000公尺，體長可達16.4公分，棲息在中層水域，生活習性不明。